# Damien McSwine
Damien Douglass McSwine Urena es un jugador de baloncesto dominicano que actualmente juega en el equipo mexicano  del Garra Cañera de Navolato. Nació el 3 de julio de 1978 en Santo Domingo, República Dominicana. Mide 1,93 metros y juega de base.

## Trayectoria deportiva

### Universidad
Jugó durante cuatro temporadas con los Ramblers de la Universidad Loyola Chicago, en las que promedió 7,7 puntos y 3,2 rebotes por partido.

### Profesional
Empieza su andadura profesional en el año 2000, desde entonces ha jugado en multitud de ligas y países como Kuwait, Alemania, Líbano, República Dominicana, Kósovo, Turquía, Austria, Macedonia, Venezuela y diversas ligas menores de Estados Unidos.
Desde el año 2012 juega en el Garra Cañera de Navolato donde actualmente es uno de los jugadores más destacados.